# Gulli Zachau-Hagberg
Gulli Elisabeth Zachau-Hagberg, född 17 april 1899 i Uddevalla, död 30 november 1975 i Borås, var en svensk målare och tecknare.
Hon var dotter till disponenten Arthur Emil Zachau och Gertrud Bergman och från 1922 gift med överläkaren Erik Hagberg och mor till Bengt Hagberg. Zachau-Hagberg studerade vid Tekniska skolan i Stockholm och var därefter elev vid Wilhelmsons målarskola dessutom bedrev hon modellstudier vid Konstgillets målarskola i Borås samt självstudier under resor till Belgien, England, Frankrike och Italien. Hon medverkade i samlingsutställningar arrangerade av Borås konstförening och Sjuhäradsbygdens konstförening. Bland hennes offentliga arbeten märks väggmålningar i matsalen på Västra Sveriges sjuksköterskeskola och Textilinstitutet i Borås. Hennes konst består av ett traditionsbundet realistiskt måleri i Wilhelmsons anda med landskap och porträtt utförda i olja.     